# Ист Сонора (Калифорнија)
Ист Сонора (енгл. East Sonora) насељено је место без административног статуса у америчкој савезној држави Калифорнија.

## Демографија
По попису из 2010. године број становника је 2.266, што је 188 (9,0%) становника више него 2000. године.
| Група             | 2000.         | 2010.         |
| Белци             | 1.875 (90,2%) | 2.027 (89,5%) |
| Афроамериканци    | 17 (0,8%)     | 7 (0,3%)      |
| Азијати           | 14 (0,7%)     | 32 (1,4%)     |
| Хиспаноамериканци | 127 (6,1%)    | 152 (6,7%)    |
| Укупно            | 2.078         | 2.266         |